# کلسیوم (نیویورک)
کلسیوم (به انگلیسی: Calcium) یک منطقهٔ مسکونی در ایالات متحده آمریکا است که در شهرستان جفرسون، نیویورک واقع شده‌است. کلسیوم ۱۴٫۵ کیلومتر مربع مساحت و ۳٬۴۹۱ نفر جمعیت دارد و ۱۴۳ متر بالاتر از سطح دریا واقع شده‌است.